# Gavin McCann
Gavin McCann (Blackpool, 10 gennaio 1978) è un ex calciatore inglese.

## Carriera
Nella sua carriera, McCann ha giocato per l'Everton, per il Sunderland, per l'Aston Villa e per il Bolton.